# 石牛寨镇
大坪乡，中华人民共和国湖南省岳阳市平江县下属的一个镇，位于平江县东北部。

## 建制沿革
- 1958年，属幕阜公社（后改虹桥公社）；
- 1961年，析置大坪公社；
- 1984年，改置大坪乡；
- 1995年，浆市乡并入。

## 行政区划
大坪乡下辖21个行政村：
- 积谷村、黄龙山村、和合村、何染村、姜源村、西四村、庄楼村、太平村、桂林村、南岭村、罗龙村、水沥村、黄洞村、普安村、古江村、新乔村、新义村、新坊村、扩大村、孚东村、孚西村